# Lenny Lyles
Pour les articles homonymes, voir Lyles.
(en) Statistiques sur pro-football-reference
Leonard Everett Lyles (né le 26 janvier 1936 à Nashville et mort le 20 novembre 2011 à Louisville) est un joueur américain de football américain.

## Carrière

### Université
Lyles entre à l'université de Louisville où il est un des meilleurs joueurs de l'histoire de Louisville.

### Professionnel
Lenny Lyles est sélectionné au premier tour du draft de la NFL de 1958 par les Colts de Baltimore au onzième choix. Lors de sa première saison, il est surtout utilisé comme kick returner, inscrivant deux touchdowns ; il remporte le championnat NFL cette saison avant de quitter le club, signant avec les 49ers de San Francisco avec qui il remporte le championnat 1959.
Il reste deux saisons à San Francisco avant de revenir à Baltimore où il obtient le poste de cornerback titulaire en 1963, interceptant ses deux premières passes. Il est titulaire lors du Super Bowl III qui voit Baltimore perdre ce match. En 1966, Lyles est sélectionné pour son unique Pro Bowl.

## Reconversion
Après sa carrière de footballeur, Lyles se reconvertit dans le métier d'homme d'affaires ainsi que dans l'économie.

## Palmarès
- Championnat NFL 1958 et 1959
- Sélection au Pro Bowl lors de la saison 1966
- Seul joueur de la saison 1958 à avoir marqué deux touchdowns défensifs
- Joueur ayant fait le plus grand nombre de kick return de la saison 1959 avec vingt-cinq retours
- Plus long kick return de la saison 1958 avec 1030 yards
- Joueur ayant parcouru le plus de yards sur des kick returns de la saison 1959 avec 565 yards
- Plus long kick return de la saison 1960 avec 97 yards